# Xã Indiana, Quận Allegheny, Pennsylvania
Xã Indiana (tiếng Anh: Indiana Township) là một xã thuộc quận Allegheny, tiểu bang Pennsylvania, Hoa Kỳ. Năm 2010, dân số của xã này là 7.253 người.